# Esther Kreitman
Hinde Ester Singer Kreytman (31. März 1891 Bilgoraj, Weichselland – 13. Juni 1954 London), im Deutschen und Englischen bekannt als Esther Kreitman, war eine jiddischsprachige Roman- und Kurzgeschichtenautorin. Sie wurde in eine rabbinisch-jüdische Familie hineingeboren; ihre jüngeren Brüder Israel Joschua Singer und Isaac Bashevis Singer wurden ebenfalls Schriftsteller.

## Kindheit und Bildung
Kreitman war die Tochter von Pinkjas Mendl Menachem Zynger (Singer) und seiner Frau Basheve (Bathsheba), geborene Zylberman. Ihr Vater war Rabbiner und ein begeisterter Chassid mit einer Leidenschaft für Mystik. Kreitmans Mutter stammte ebenfalls aus einer rabbinischen, wenn auch nicht chassidischen Familie. Als Tochter des Rabbiners von Biłgoraj, der zu seiner Zeit für seinen intellektuellen und spirituellen Charakter bekannt war, genoss sie eine vergleichbare Ausbildung wie ihre Brüder.
Kreitman hatte eine unglückliche Kindheit. Nach Angaben ihres Sohnes gab ihre Mutter sie für die ersten drei Jahre zu einer mittellosen Amme, die sie in einem Kinderbett unter einem staubigen Tisch liegen ließ, wo sie einmal pro Woche von ihrer Mutter besucht wurde, die sie nicht berührte. Der Staub ließ sie erblinden, und sie erlangte ihr Augenlicht nur teilweise wieder. Später musste sie als hochbegabtes Kind zusehen, wie ihre jüngeren Brüder unterrichtet wurden, während sie zu niederen Aufgaben im Haushalt verdonnert wurde. In Kreitmans erstem Roman Deborah – Narren tanzen im Ghetto finden sich zahlreiche Szenen, in denen der Wunsch der weiblichen Hauptfigur nach Bildung zum Ausdruck kommt: Sie wartet mit großer Vorfreude auf die Ankunft des Buchhändlers in ihrer Stadt, träumt davon, eine Gelehrte zu werden, und versteckt ein russisches Lehrbuch vor den männlichen Familienmitgliedern, damit diese nicht herausfinden, dass sie heimlich studiert. Es ist wahrscheinlich, dass diese Ereignisse Kreitmans eigene Geschichte widerspiegeln.

## Lebenslauf
1912 willigte sie in eine arrangierte Ehe ein und zog mit ihrem Ehemann Avraham Kreitman, einem Diamantenschleifer, nach Antwerpen, Belgien. Die Ereignisse rund um diese Ehe werden sowohl von ihr in Deborah als auch von Isaac Bashevis Singer in seiner autobiografischen Sammlung In my Father’s Court beschrieben.
In Antwerpen wurde ihr Sohn Morris Kreitman geboren. Er sollte später unter seinem journalistischen Pseudonym Maurice Carr und seinem romanhaften Pseudonym Martin Lea Bekanntheit erlangen. Der Ausbruch des Ersten Weltkriegs zwang die Familie zur Flucht nach London, wo Esther Kreitman den Rest ihres Lebens lebte, abgesehen von zwei langen Besuchen in Polen.
Ihre Ehe war nicht glücklich. Sie und ihr Mann arbeiteten beide in niederen Berufen, und sie übersetzte klassische englische Werke ins Jiddische, um sich etwas dazuzuverdienen. Obwohl sie die erste in der Familie war, die schrieb, veröffentlichte sie erst relativ spät; ihr erster Roman Der Sheydims Tants (Tanz der Dämonen) erschien 1936 in Polen. Er wurde 1946 von ihrem Sohn als Deborah übersetzt. Ihr zweiter Roman Brilyantn (Diamanten) wurde 1944, der Kurzgeschichtenband Yikhes (Abstammung) im Jahr 1949 veröffentlicht. Viele ihrer Werke befassen sich mit dem Status von Frauen, insbesondere von intellektuellen Frauen, unter aschkenasischen Juden. Andere Werke befassen sich mit Klassenverhältnissen, und einige ihrer Kurzgeschichten spielen in London während des Blitzkriegs, den sie selbst miterlebte.
Nach dem Zweiten Weltkrieg versuchte Esther Kreitman, ihre Mutter und ihren dritten Bruder Moyshe zu kontaktieren, der Dorfrabbiner in Polen geworden und mit seiner Mutter und seiner Frau in die Sowjetunion geflohen war; der Vater war vor dem Krieg gestorben. Obwohl sie zwei Postkarten aus dem südlichen Kasachstan, aus der Stadt Dzhambul (heute Taraz), erhielt, kam es zu keiner weiteren Kommunikation. Die Zwangsevakuierung jüdischer Flüchtlinge nach Zentralasien unter extrem harten Bedingungen war in der Sowjetunion während des Zweiten Weltkriegs relativ häufig, und es wird berichtet, dass Esthers Angehörige 1946 umgekommen seien. Ihr anderer Bruder, Israel Joshua Singer, war 1944 in New York gestorben, aber ihr verbleibender Bruder Isaac Bashevis Singer besuchte sie 1947 in London.
Die Beziehung zu ihren Brüdern war zeitlebens kompliziert. Ihr Sohn erzählt, wie sie ihm immer wieder Geschichten über ihre Brüder erzählte – bis Esther und er sie 1936 in Polen besuchten, wo sie sich von ihnen abgelehnt fühlte und daher nie wieder über sie sprach. Dieses Gefühl der Ablehnung muss sich noch verstärkt haben, als Isaac Bashevis Singer sich weigerte, ihr nach 1947 bei der Einwanderung in die Vereinigten Staaten zu helfen. Er antwortete nicht auf Briefe und schickte ihr kein Geld, obwohl Esther und ihre Familie in großer Not waren. Zwar war Isaac damals bei weitem noch nicht der berühmte und wohlhabende Schriftsteller, der er im Alter werden sollte, dennoch war er vergleichsweise gut abgesichert.
Von Esthers beiden schriftstellernden Brüdern ist nicht bekannt, dass sie sie als Autorin gefördert oder unterstützt hätten. Ihre Bücher wurden in der jiddischen Tageszeitung The Forward, für die sie beide arbeiteten, nie rezensiert. Aber der tiefe Eindruck, den ihre Persönlichkeit auf sie machte, spiegelt sich in ihren Werken wider. In Israel Joshua Singers Yoshe Kalb scheint eine unglückliche und instabile Verführerin Esther nachempfunden zu sein, und Isaac Bashevis Singers Satan in Goraj enthält ein unschuldiges Mädchen, das von den Umständen erdrückt wird und Züge und Eigenheiten der Schwester aufweist. 
Esther litt entweder an Epilepsie oder an einem anderen körperlichen bzw. geistigen Leiden mit ähnlichen Symptomen; sie wurde später als „paranoid“ diagnostiziert. Isaac selbst gab an, dass seine Schwester das Modell für seine fiktive Yentl war, eine Frau mit traditionellem Hintergrund, die jüdische Texte studieren möchte. Er hielt Esther für die „beste jiddische Schriftstellerin“, die er kannte, mit der man aber nur schwer auskommen konnte: „Wer kann mit einem Vulkan leben?“ (Hadda, S. 137). Nichtsdestotrotz widmete er den Band seiner gesammelten Kurzgeschichten The Seance (New York, 1968) „dem Andenken an meine geliebte Schwester“.

## Tod und Veröffentlichungen
Esther Kreitman starb 1954 in London. Seit ihrem Tod wurden ihre Werke, die sie „zur Unterstützung der Haskala (jüdische Aufklärung) aus einer weiblichen Perspektive“ schrieb, ins Französische, Deutsche, Niederländische und Spanische übersetzt. Fast ihr gesamtes Werk liegt in englischer Übersetzung vor, in Deutschland ist nur der erste Roman in zwei Auflagen erschienen. Nur wenige ihrer Werke wurden ins Polnische übersetzt. Eine Ausnahme bilden ihre von Natalia Moskal übersetzten Erzählungen, die 2016 in Polen veröffentlicht wurden. Ihre Biografie und ihre Werke dienten als Inspiration für das Theaterstück „Hindełe, die Schwester des Magiers“, das 2017 in Lublin aufgeführt wurde. Der Titel dieses Theaterstücks lehnt sich an Isaac Bashevis Singers berühmten Roman „Der Zauberer von Lublin“ an.

## Werke in Jiddisch, Englisch und Deutsch
- Der Sheydim-Tants. (Brzoza, Warsaw 1936); translated by Maurice Carr as Deborah. (W. and G. Foyle, London 1946; republished Virago, London 1983, St. Martins Press, New York 1983, David Paul, London 2004, ISBN 0-9540542-7-X, and Feminist Press, New York 2009, ISBN 978-1-55861-595-3).[11]  Auf Deutsch: Deborah – Narren tanzen im Ghetto. Alibaba Verlag. Frankfurt 1984 und (zweite Auflage) 1985, ISBN 3-922723-25-X.
- Brilyantn. W. and G. Foyle, London 1944. translated by Heather Valencia as Diamonds (David Paul, London 2009, ISBN 978-0-9548482-0-0).
- Yikhes. Narod Press, London 1949. translated by Dorothee van Tendeloo as Blitz and Other Stories (David Paul, London 2004, ISBN 0-9540542-5-3).

## Bibliographie
- Maurice Carr: My Uncle Itzhak: A Memoir of I. B. Singer. In: Commentary. Dezember 1992, S. 25–32.
- Maurice Carr: Kadish Mayn Muter Ester Kreytman. In: Loshn un Lebn. 173, Juni 1954, S. 8–10. (In Yiddish)
- Maurice Carr: My Mother, Hindele. Introduction by David Mazower, Pakn-Treger. 45, Sommer 2004, S. 44–49.
- Dafna Clifford: From Diamond Cutters to Dog Races: Antwerp and London in the Work of Esther Kreitman. In: Prooftexts. Band 23, Nr. 3, 2003, S. 320–337. doi:10.2979/pft.2003.23.3.320
- Ester Kreytman, o'h. In: [London] Yidishe Shtime. 18. Juni 1954: 1. (In Yiddish)
- Joshua Fogel: Esther Kreitman and Her Sketch, 'A New World'. In: The Yale Review. 73, Sommer 1984, S. 525–532.
- Janet Hadda: Isaac Bashevis Singer: A Life. Oxford University Press, New York 1997.
- Esther Kreitman: Ester Kreytman's Notitsn Vegn Zikh Aleyn. In: [London] Yidishe Shtime. 9. Juli 1954, S. 3. (In Yiddish)
- Anita Norich: The Family Singer and the Autobiographical Imagination. In: Prooftexts. Band 10, Nr. 1, Jan. 1990, S. 97–107.
- Melech Ravitch: Ester Kreytman. In: Mayn leksikon. vol. 4, pt. 2. Komitet, Montreal 1982, S. 254–256. (In Yiddish)
- Clive Sinclair: Esther, the silenced Singer. In: Los Angeles Times. 14. April 1991, S. BR1, 11.
- I. J. Singer: Fun A Velt Vos Iz Nishto Mer. Farlag Matones, New York 1946. (In English as Of a World That is No More. Trans. Joseph Singer. Vanguard Press, New York 1971).
- Stephen Tree: Isaac Bashevis Singer. Deutscher Taschenbuch Verlag, München 2004, ISBN 3-423-24415-1.